# 5450 Sokrates
5450 Sokrates este o planetă minoră (asteroid), cu un diametru de 20,526 km, din centura de asteroizi. A fost descoperită pe 24 septembrie 1960 la Observatorul Palomar de Cornelis Johannes van Houten și a fost numită după Socrate. 
Obiectul prezintă o orbită caracterizată de o semiaxă mare de 2,8121038 UAi, o excentricitate de 0,12, o înclinație de 5,23218 ° în raport cu ecliptica.